# Хангайская полёвка
Хангайская полёвка (Alticola semicanus) — вид грызунов из рода скальных полевок (Alticola). Встречается в Монголии, на юге Тувы, и на севере китайской провинции Внутренняя Монголия.

## Описание
Длина тела хангайской полёвки составляет от 10,4 до 14,0 сантиметров, а длина хвоста — от 2,4 до 3,5 сантиметров. Длина стопы от 19 до 23 миллиметров, длина ушной раковины от 15 до 21 миллиметра. Это сравнительно крупный вид рода. Мех на спине песочно-серый с тонкой чёрной рябью. Брюшная сторона песочно-белого цвета и резко отделена от спины по бокам тела; часто по краю имеется желтовато-рыжая полоса. Хвост покрыт белыми волосами и четко отличается по цвету от более темной спины. 
Общая длина черепау от 27,0 до 31,0 см, он значительно уплощен по сравнению с некоторыми другими видами этого рода, у него относительно длинные bullae tympanica длиной около 8,5 мм.

## Распространение
Хангайская полёвка встречается в Монголии, в Туве на юге Сибири и на севере китайской провинции Ней Монгол. 
Ареал вида граничит с тувинской полёвкой (Alticola tuvinicus), но не перекрывается, и согласно данным А. Г. Банникова широко перекрывается с ареалом гоби-алтайской полевки (Alticola barakshin) в Гоби-Алтае и на большей части Монгольского Алтая

## Образ жизни
Хангайская полёвка обитает в засушливых и полузасушливых районах гор выше линии хвойных пород до линии снега. Встречается в основном на каменистых пастбищах, на лугах и среди стелющейся арчи с изолированными скалами.   Животные в основном ведут ночной образ жизни, но их можно наблюдать и днём. Питаются исключительно зелёными частями растений. Норы находятся под камнями и камнями, у входа они обычно оставляют большое количество кривых остатков экскрементов.

## Систематика
Хангайская полёвка рассмартивается как самостоятельный вид в пределах рода скальных полевок (Alticola), который включает двенадцать видов. Первое научное описание принадлежит американскому зоологу Гловеру Морриллу Аллену в 1924 году, который описал этот вид как Microtus worthingtoni semicanus на основании особей из юго-восточных гор Хангай в верховьях Онгийн-Гол в Монголии. Этот вид часто рассматривали как  синоним гималайской полёвки (Alticola roylei) в широком понимании или серебристой полёвки (Alticola argentatus).

## Статус, угрозы и охрана
Хангайская полёвка классифицируется Международным союзом охраны природы и природных ресурсов (МСОП) как вызывающая наименьшую озабоченность. Это оправдано очень большой ареалом распространения и большими популяциями вида. Информация о численности популяции отсутствует, и нет известных рисков для популяции в пределах ареала вида.

### Рекомендуемые источники
- Bolormaa Galdan, Undraa Baatar, Baigalmaa Molotov, and Otgonbaatar Dashdavaa, "Plague in Mongolia", Vector-Borne and Zoonotic Diseases, January 2010. Retrieved March 2015.
- January Weiner, Andrzej Górecki, "Standard metabolic rate and thermoregulation of five species of Mongolian small mammals". // Journal of Comparative Physiology, January 1981. Retrieved March 2015.

## Комментарии
1. ↑  Хотя этому противоречит ареал хангайской полёвки, изображенный в проекте МСОП в версии 2016 года. Авторы очерка по Alticola semicanus  Н. Батайхан, Д. Тиннин, С. Шар, Д. Авирмед и Д. Усухджаргал, 2016 на карте ареала не показывают ее обитания в Монгольском Алтае[4]. Но при этом в том же проекте, в очерке по Alticola argentatus (автор S. Molur) в версии 2017 года ареал серебристой полёвки не доходит до Монголии и Монгольского Алтая. Так как в Монгольском Алтае - два вида рода Alticola, следует признать, что, по-видимому, в очерке по Alticola semicanus 2016 года допущена ошибка.